# Bund Contergangeschädigter und Grünenthalopfer
Der Bund Contergangeschädigter und Grünenthalopfer e. V. (BCG) ist ein am 4. Dezember 2005 von contergangeschädigten Betroffenen als bundesweite Selbsthilfeorganisation für Contergangeschädigte in Köln gegründeter Verein, der sich vom Bundesverband Contergangeschädigter e. V. abgespalten hat. 
Ihr Gründer Andreas Meyer ist Mitglied im Stiftungsrat der Conterganstiftung.
Die Motivation der Gründer war es, eine Bundesorganisation zu schaffen, die frei und unabhängig von der Einflussnahme seitens der Conterganherstellerfirma Grünenthal GmbH im Interesse der Betroffenen agieren kann.

## Aufgaben und Tätigkeiten
Im Rahmen seiner Selbsthilfetätigkeit unterstützt und berät der BCG die von ihm vertretenen Betroffenen bei allen pädagogischen, psychologischen, medizinischen, alters- sowie pflegebedingten, sozialen und beruflichen Problemstellungen. Ein weiteres Ziel ist die umfassende und fortgeführte Dokumentation des Contergan-Skandals.
Der Verein ist eine der bundesweiten Interessenvertretungen für Conterganopfer in der Bundesrepublik Deutschland, die sich noch heute dafür engagieren, dass der Verursacher des Contergan-Skandals, das Unternehmen Grünenthal GmbH, sämtliche entstandenen Schäden der Opfer ersetzt.

## Aktionen und Medienecho
Anlässlich des 50. Jahrestages der Markteinführung von Contergan organisierte der Verein im Jahre 2007 eine Mahnwache vor dem Unternehmen Grünenthal GmbH in Stolberg (Städteregion Aachen, Nordrhein-Westfalen). Das Medikament Contergan und andere Präparate mit dem Wirkstoff Thalidomid wurden am 1. Oktober 1957 von dem Unternehmen Grünenthal GmbH in den Handel gebracht.
Erstmals in der gesamten Historie des Contergan-Skandals in Deutschland rief der BCG im Rahmen dieser Mahnwache zu einem Boykott der Produkte der Familie Wirtz in Stolberg auf, der neben dem Unternehmen Grünenthal GmbH auch die Dalli-Werke und das Unternehmen Mäurer & Wirtz gehören.
Mahnwache und Boykottaufruf fanden ein gewisses Echo in den Medien und machten neben der dann im November 2007 erfolgten Ausstrahlung des Conterganfilms Eine einzige Tablette die Öffentlichkeit erneut auf die Hintergründe des Contergan-Skandals und das Schicksal der Opfer aufmerksam.

## Zusammenarbeit mit anderen Verbänden
Am 6. Januar 2008 gründete der Verein mit anderen Conterganverbänden in Deutschland sowie Verbänden aus Kanada, Großbritannien, Spanien und Schweden die International Contergan Thalidomid Alliance (ICTA).
Am 3. März 2008 trat der Verein wieder aus der International Contergan Thalidomide Alliance (ICTA) aus, weil sich erst im Nachhinein herausstellte, dass die ICTA ihre Schadensersatzforderungen hauptsächlich an die Bundesrepublik Deutschland und nur zu einem Bruchteil an das Unternehmen Grünenthal GmbH richten möchte.